# أندرو سميث (لاعب كرة سلة)
أندرو سميث (بالإنجليزية: Andrew Smith) (و. 1990 – 2016 م) هو لاعب كرة السلة، من الولايات المتحدة، ولد في واشنطن العاصمة، يلعب كلاعب الوسط (كرة سلة)، توفي في إنديانابوليس، إنديانا، عن عمر يناهز 26 عاماً، بسبب ابيضاض الدم.

## التعليم
تعلم في Covenant Christian High School (Indianapolis) ‏، وجامعة بتلر.

## جوائز
حصل على جوائز منها:
- USBWA Most Courageous Award [الإنجليزية]‏ (2016)
- Senior CLASS Award [الإنجليزية]‏
- Academic All-America [الإنجليزية]‏.

## روابط خارجية
- أندرو سميث على موقع الدوري الأوروبي لكرة السلة (الإنجليزية)
- أندرو سميث على موقع كرة السلة الأوروبية.كوم (الإنجليزية)
- أندرو سميث على موقع كلية كرة السلة في سبورتس رفرنس.كوم (الإنجليزية)
- أندرو سميث على موقع ريلجم (الإنجليزية)
- أندرو سميث على موقع بروبوليرز (الإنجليزية)
- أندرو سميث على موقع سبورتس رفرنس (الإنجليزية)